# Aegostheta longicornis
Aegostheta longicornis är en skalbaggsart som beskrevs av Fabricius 1787. Aegostheta longicornis ingår i släktet Aegostheta och familjen Melolonthidae. Inga underarter finns listade i Catalogue of Life.